# Станежице
Станежице (на словенски: Stanežiče) е село в Словения, регион Средна Словения, община Любляна. Според Националната статистическа служба на Република Словения през 2015 г. селото има 751 жители.